# Basílica de Santa María (Villafranca del Panadés)

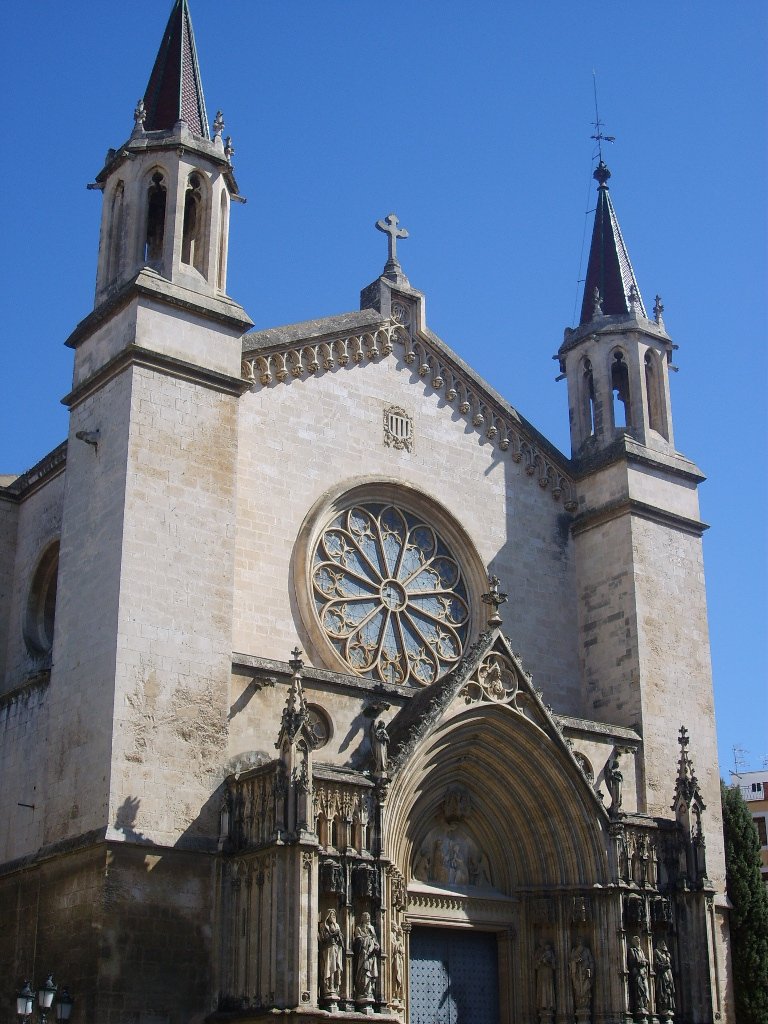
Fachada del templo

La basílica de Santa María de Vilafranca se encuentra situada en el centro del núcleo medieval de la población de Villafranca del Panadés, en la comarca catalana del Alto Panadés.

## Historia
Villafranca experimentó un gran desarrollo económico, social y de poder eclesiástico durante el siglo XIII, época en que se decide una nueva construcción de la iglesia de Santa María, sobre los restos de otra anterior del siglo XII. Los gremios y cofradías fueron los que más aportaron para su realización a partir de 1285, aunque su consagración fue en 1484. El papa Benedicto XV en 1920 la elevó a la categoría de basílica menor.

## Edificio
Consta de una sola nave, dividida en cinco tramos y con una planta de 34x15 metros. El ábside es de planta poligonal separado por contrafuertes interiores, que forman las capillas, cubiertas con bóveda de cañón apuntadas, en los muros de estas capillas se encuentran grandes vidrieras, realizadas en los años 1950, por haber sido destruidas las anteriores en un incendio de 1934.
Su edificación presenta un carácter primario gótico, con columnas adosadas que sostienen las bóvedas de crucería de la nave y con grandes contrafuertes interiores, donde se alojan las capillas. Se aprecia cierta desigualdad entre el tramo absial, más ligero y el resto de la nave un poco más pesado.
La cripta corresponde a 1561 y fue construida debajo del presbiterio.
La puerta lateral, durante años entrada principal, llamada de Santa María y antiguamente dels capellans (de los curas), es de finales del siglo XIII, con restos de policromía románica.
Su fachada principal es de estilo neogótico, realizada en 1903, añadiendo dos torres y agrandando el rosetón de encima del pórtico.
El campanario de planta octogonal, es del siglo XIX, está coronado por la imagen de un ángel y situado a la derecha de la cabecera del templo.
Durante la guerra civil española de 1936, muchas obras de arte de su interior fueron destruidas, conservándose el grupo escultórico El Entierro de Cristo del escultor Josep Llimona.
En la capilla de San José estuvo situado el panteón donde reposaban los restos de los miembros de la familia Álvarez-Cuevas.